# شهرستان شمپلین
شهرستان شمپلین (به انگلیسی: Champlain Regional County Municipality) یک منطقهٔ مسکونی در کانادا است که در مونترژی واقع شده‌است. شهرستان شمپلین ۱۶۳ کیلومتر مربع مساحت و ۳۱۱٬۸۳۸ نفر جمعیت دارد.